# Georginio Rutter
Georginio Rutter (Plescop, 20 de abril de 2002) es un futbolista francés que juega de delantero en el Brighton & Hove Albion F. C. de la Premier League.

## Trayectoria
Comenzó su carrera deportiva en el Stade Rennais, con el que debutó como profesional, el 26 de septiembre de 2020, en un partido de la Ligue 1 frente al A. S. Saint-Étienne. El 1 de febrero de 2021 se marchó al TSG 1899 Hoffenheim.
Durante su etapa en Alemania marcó once goles y dio el mismo número de asistencias en 64 encuentros. En enero de 2023 fue traspasado al Leeds United F. C. en el que era el fichaje más caro en la historia del club. En año y medio jugó 66 partidos y anotó ocho tantos antes de ser vendido al Brighton & Hove Albion F. C. en agosto de 2024.

## Selección nacional
Fue internacional sub-16, sub-17 y sub-18 con la selección de fútbol de Francia.

## Clubes
| Club                         | País       | Año       |
| ---------------------------- | ---------- | --------- |
| Stade Rennais F. C. II       | Francia    | 2018-2020 |
| Stade Rennais F. C.          | Francia    | 2020-2021 |
| TSG 1899 Hoffenheim          | Alemania   | 2021-2023 |
| Leeds United F. C.           | Inglaterra | 2023-2024 |
| Brighton & Hove Albion F. C. | Inglaterra | 2024-     |